# Freedom! ’90
«Freedom! '90» — сольный хит британского певца Джорджа Майкла, бывшего участника поп-дуэта Wham!, выпущенный в 1990 году рекорд-компанией Columbia Records в качестве 3-го сингла с альбома Listen Without Prejudice Vol. 1.
Тираж сингла превысил 500 000 экземпляров, и он получил золотой статус RIAA. Джордж Майкл исполнил эту песню на церемонии закрытия летней Олимпиады-2012 в Лондоне.

## История
Сходная по названию песня «Freedom» была записана группой Wham! в 1984 году, и во избежание путаницы Майкл добавил год записи в качестве уточнения.
Создателем музыкального клипа стал американский кинорежиссёр и клипмейкер Дэвид Финчер.
Сингл достиг позиции № 1 в Канаде, № 28 в Великобритании, а в США (где был № 8) оставался в лучшей сороковке top-40 Billboard двенадцать недель.

## Чарты и сертификации
| Чарт (1996)                        | Высшая позиция |
| ---------------------------------- | -------------- |
| Австралия (ARIA Charts)            | 18             |
| Австрия (Ö3 Austria Top 40)        | 25             |
| Бельгия/Фландрия (Ultratop 50)     | 26             |
| Канада (RPM Top Singles)           | 1              |
| Канада (RPM Adult Contemporary)    | 15             |
| Франция (SNEP)                     | 23             |
| Германия (GfK)                     | 41             |
| Венгрия (Single Top 40)            | 34             |
| Ирландия (IRMA)                    | 17             |
| Нидерланды (Dutch Top 40)          | 8              |
| Нидерланды (Single Top 100)        | 15             |
| Новая Зеландия (Recorded Music NZ) | 13             |
| Швеция (Sverigetopplistan)         | 20             |
| Великобритания (OCC UK Singles)    | 28             |
| Великобритания (OCC UK Singles)    | 28             |
| США (Billboard Hot 100)            | 8              |
| США (Billboard Adult Contemporary) | 27             |
| США (Billboard Dance Club Songs)   | 16             |

| Чарт (1990)                 | Позиция |
| --------------------------- | ------- |
| Канада (Top Singles, RPM)   | 96      |
| Нидерланды (Single Top 100) | 95      |

| Чарт (1991)              | Позиция |
| ------------------------ | ------- |
| Australia (ARIA)         | 59      |
| Канада (Top Singles RPM) | 53      |
| США (Billboard Hot 100)  | 95      |

| Регион | Сертификация | Продажи  |
| --- | ------------ | -------- |
| Австралия (ARIA) | Платиновый   | 70 000   |
| Великобритания (BPI) | Золотой      | 400 000  |
| США (RIAA) | Золотой      | 500 000^ |
| ^ Данные о тиражах приведены только на основе сертификации. · Данные о продажах + прослушиваниях приведены только на основе сертификации. |              |          |

## Список композиций
CD single (USA) — (релиз 15 декабря 1990)
1. «Freedom! '90» — 6:29
2. «Fantasy» — 5:01

## Версия Робби Уильямса (1996)
В 1996 году Робби Уильямс выпустил свою кавер-версию песни, и она достигла позиции № 2 в Великобритании (выше оригинальной песни Джорджа Майкла, которая была на № 28). Она стала дебютной сольной композицией Уильямса после того, как он покинул группу Take That. Тираж сингла к концу 1996 году превысил 280 000 копий и он получил серебряную сертификацию BPI. Песня вошла в сборник In and Out of Consciousness: The Greatest Hits 1990 - 2010.

### Хит-парады
| Чарт (1996)                      | Верхняя позиция |
| -------------------------------- | --------------- |
| Australia ARIA Singles Chart     | 6               |
| Austrian Singles Chart           | 19              |
| Belgian (Flanders) Singles Chart | 16              |
| Belgian (Wallonia) Singles Chart | 16              |
| Dutch Singles Chart              | 12              |
| Finnish Singles Chart            | 7               |
| German Singles Chart             | 10              |
| Irish Singles Chart              | 6               |
| Italian Singles Chart            | 8               |
| New Zealand Singles Chart        | 39              |
| Spain (AFYVE)                    | 1               |
| Swedish Singles Chart            | 24              |
| Swiss Singles Chart              | 8               |
| UK Singles Chart                 | 2               |

### Список композиций
UK CD1
1. «Freedom»
2. «Freedom» (Arthur Baker Mix)
3. «Freedom» (Instrumental)
4. «Interview — Part One»

UK CD2
1. «Freedom» (radio edit)
2. «Freedom» (The Next Big Genn Mix)
3. «Freedom» (Arthur Baker’s Shake And Bake Mix)
4. «Interview — Part Two»